# Соломбальский английский язык
Соло́мбальский англи́йский язы́к (соло́мбала-и́нглиш) — малоизвестный пиджин на основе английского и русского языков, на котором говорили в XVIII—XX вв. в порту Соло́мбала, в районе Архангельска, Россия. По мнению Е. В. Перехвальской, пиджин мог начать складываться ещё в XVII веке.
Примеры фраз на пиджине известны только по двум текстам XIX века: 
- «Очерки Архангельской губернии» Василия Верещагина 1849 года и
- статья И. Прушакевича «Соломбала зимою и летом» в «Архангельских губернских ведомостях» 1867 года.

Упоминания о нём встречаются также в произведениях М. М. Пришвина (начало XX века). 
Отмечается вероятная связь с руссенорском (русско-норвежским пиджином, использовавшимся в контактах русских поморов и норвежцев в XIX — начале XX века). В частности, в обоих пиджинах используется суффикс -(о)мъ как маркер глагола, что, возможно, также отражает влияние финно-угорских языков.

## Примеры[4]
| Источник                | Фраза на пиджине (латиница)                                              | Фраза на пиджине (кириллица)                             | Пословный английский перевод                                   | Английский перевод                                                          | Русский перевод                                                                   | Примечания                                                                                               |
| ----------------------- | ------------------------------------------------------------------------ | -------------------------------------------------------- | -------------------------------------------------------------- | --------------------------------------------------------------------------- | --------------------------------------------------------------------------------- | --- |
| Верещагин 1849: 406–407 | Vat ju vanted, asej!                                                     | Ватъ ю вантетъ, асей!                                    | What you want, sailor!                                         | What do you want, sailor!                                                   | Чего ты хочешь, матрос?                                                           | |
| Верещагин 1849: 407     | Baem buč, šus, asej! Kom sjuda! Veri gud buč, šus.                       | Баемъ бучь, шусь, асей! Комъ сюда! Вери гудъ бучь, шусь! | Buy boots, shoes, sailor! Come here! Very good boots, shoes.   | Buy shoes, shoes, sailor! Come here! Very good shoes.                       | Купи обувь, обувь, матрос! Иди сюда! Очень хорошая обувь.                         | В оригинале: шусь                                                                                        |
| Верещагин 1849: 407     | Asej, asej! Daj my kopejki!                                              | Асей, асей! Дай ту копѣйки!                              | Sailor, sailor! Give me copecks!                               | Sailor, sailor! Give me some money!                                         | Матрос, матрос! Дай мне копейки!                                                  | В оригинале: Дай ту копѣйки!, т. е., возможно, ‘дай две копейки’; слово ту в оригинале выделено курсивом |
| Прушакевич 1867         | Asej? Kom milek drinkom.                                                 |                                                          | Sailor? Come milk drink.                                       | Sailor? Come and drink some milk.                                           | Матрос? Заходи молока выпей.                                                      | приглашение в публичный дом                                                                              |
| Прушакевич 1867         | O! Uez! Bol’še dobra mačka.                                              |                                                          | Oh! Yes! Very good much.                                       | Oh! Yes! Very, very good.                                                   | О! Да! Очень хорошо.                                                              | |
| Прушакевич 1867         | Asej, asej, smotrom, bol’še dobra sunduk, vervvel’ skripim, gut verstom. |                                                          | Sailor, sailor, look very good chest, very-good lock good key. | Sailor, sailor, look, it’s a very good chest, a very good lock, a good key. | Матрос, матрос, смотри, большой добрый сундук, очень хороший замок, хороший ключ. | |

### Основные источники
- Прушакевич И. Соломбала зимою и лѣтомъ // Архангельскiя губернскiя вѣдомости. — 1867. — № 85. — С. 4.
- Верещагин В. Очерки Архангельской губернии. — Санкт-Петербург: Яков Трей, 1849. — С. 406—407. (впервые опубл. в: Верещагин В. Очерки Архангельской губернии // Звездочка. — 1848. — Т. 7, вып. XXVIII. — С. 172—173.)

### Вторичные источники
- Broch I. Solombala-English in Archangel // Language Contact in the Arctic: Northern Pidgins and Contact Languages (англ.) / Ed. by Ernst Håkon Jahr and Ingvild Broch. — Mouton de Gruyter, 1996. — P. 93—98. — (Trends in Linguistics. Studies and Monographs : Vol. 88).